# Bisdom Kayes
Het bisdom Kayes (Latijn: Dioecesis Kayesensis) is een rooms-katholiek bisdom met als zetel Kayes in het westen van Mali. Het is een suffragaan bisdom van het aartsbisdom Bamako.
Rond 1890 stichtten spiritijnen een missiepost in Kayes. Die werd in 1901 overgedragen aan de witte paters. Het bisdom werd opgericht in 1963. Eerder, in 1947, was al de apostolische prefectuur Kayes opgericht met aan het hoofd de Franse witte pater Etienne-Marie-Félix Courtois. Hij werd ook de eerste bisschop van Kayes. De eerste inlandse bisschop van Kayes was Joseph Dao, gewijd in 1978.
In 2019 telde het bisdom zeven parochies. Het bisdom heeft een oppervlakte van ongeveer 166.000 km² en telde in 2019 1.951.000 inwoners waarvan maar 0,5% rooms-katholiek was.
Hoofdkerk is de Cathédrale de l'Immaculée Conception. In het bisdom ligt ook het Sanctuaire Notre-Dame du Mali in Kita.

## Bisschoppen
- Etienne-Marie-Félix Courtois, M. Afr. (1963-1978)
- Joseph Dao (1978-2011)
- Jonas Dembélé (2013-)